# 臭鼬工厂

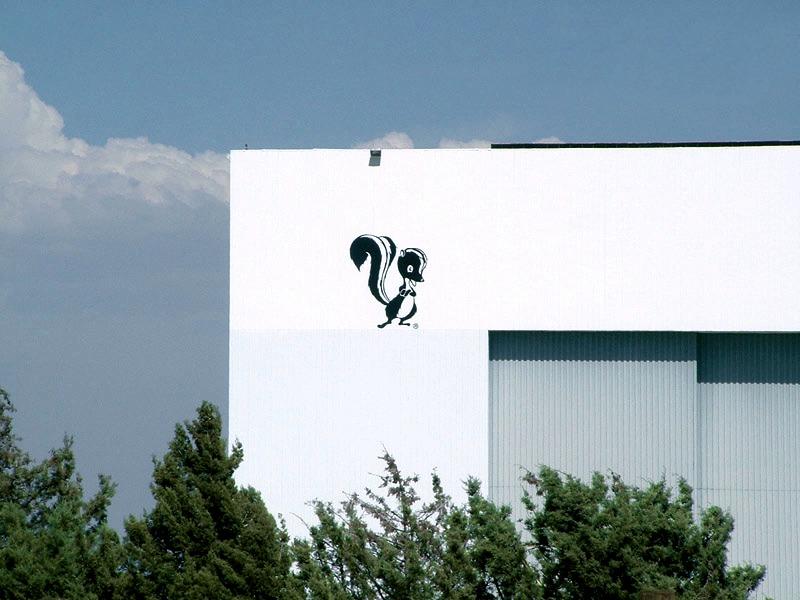
美国加州棕榈谷的臭鼬工厂飞机库上面的标识

臭鼬工厂（英語：Skunk Works）是洛克希德·马丁公司高级开发项目（Advanced Development Programs）的官方认可绰号，位于美国加利福尼亚州棕榈谷。臭鼬工厂以担任秘密研究计划为主，研制了洛马公司的许多著名飞行器产品，包括U-2侦察机、SR-71黑鸟式侦察机、F-117夜鹰战斗机、F-22猛禽戰鬥機及F-35闪电II战斗机等。
「臭鼬工厂」这一绰号来源自研制F-80战斗机时代的洛克希德公司，因当时其厂址毗邻一家散发着恶臭的塑料厂，员工不得不着民防用防毒面具来上班。工程师Irving Culver对劳动环境表示不满，而将自己小组起了“臭鼬工厂”的诨名。臭鼬工厂有着高度自治的管理模式，避免组织内部的想法创意等由于官僚主义而被限制。

## 歷史
關於起源，眾說紛紜，但其中最有公信力的是，在1943年，美國陸軍航空軍對於德軍當時已經具有的噴射式戰鬥機Me 262甚感威脅，於是想要建造一架可以使盟軍空軍使用的高性能噴射式戰鬥機，於是找上了洛克希德馬丁公司進行研製。

### 20世紀50年代到90年代

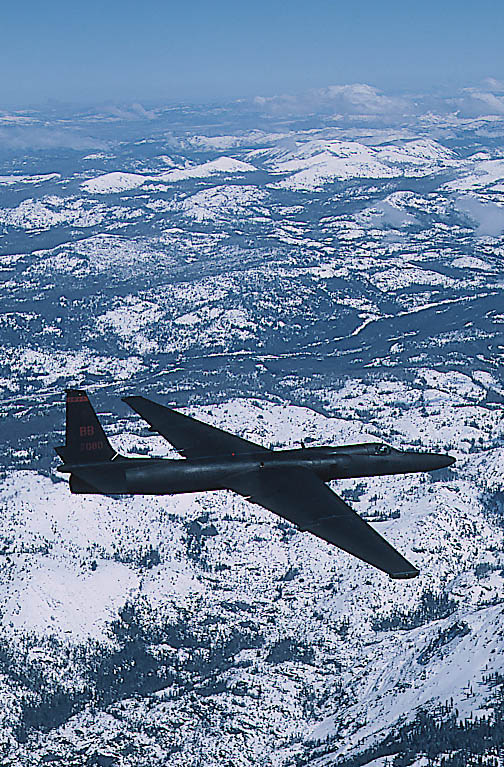
洛克希德馬丁公司所研製的U2，正在穿越內華達山脈

1955年，臭鼬工廠收到中央情報局的一份契約，建造一架名為U-2的偵察機，目的是飛越蘇聯並拍攝具有戰略意義的地點。U-2 在內華達州沙漠的Groom Lake進行了測試，負責的飛行測試工程師是Joseph F. Ware，Jr。第一次飛越發生在1956年7月4 日。當弗朗西斯·加里·鮑爾斯（Francis Gary Powers ）在1960年5月1日的一次任務在蘇聯上空被擊落後，U-2才停止了拍攝蘇聯的計畫。
臭鼬工作組曾預測U-2的使用壽命將超過蘇聯的偵察機。經過評估後，中情局也欣然同意了。1959年末，臭鼬工廠收到了一份契約，建造了5 架A-12飛機，耗資9600萬美元。用鈦製造 3.0 馬赫以上的飛機造成了巨大的困難，第一次飛行一直到拖延到1962年。（鈦供應主要由蘇聯主導，因此中央情報局成立了一家虛擬公司來獲取原材料。）幾年後來，美國空軍對這種設計產生了興趣，並訂購了SR-71黑鳥，A-12的雙座版本。這架飛機於1966年首飛，直到1998年一直服役，飛行測試工程師負責人Joseph F. Ware，Jr。
在d-21 無人機，在設計上與黑鳥類似，建於飛越位於中國羅布泊核試驗設施。這架無人機是從一架經過特殊改裝的A-12後面發射的，其中有兩架已經建成。在第四次發射致命的空中碰撞後，這些無人機被重建為D-21B，並使用B-52的火箭助推器發射。在中國進行了四次任務，但遭擊落，相機套裝自此從未返回美國。
Kelly Johnson領導臭鼬工廠直到1975年。他由Ben Rich繼任。

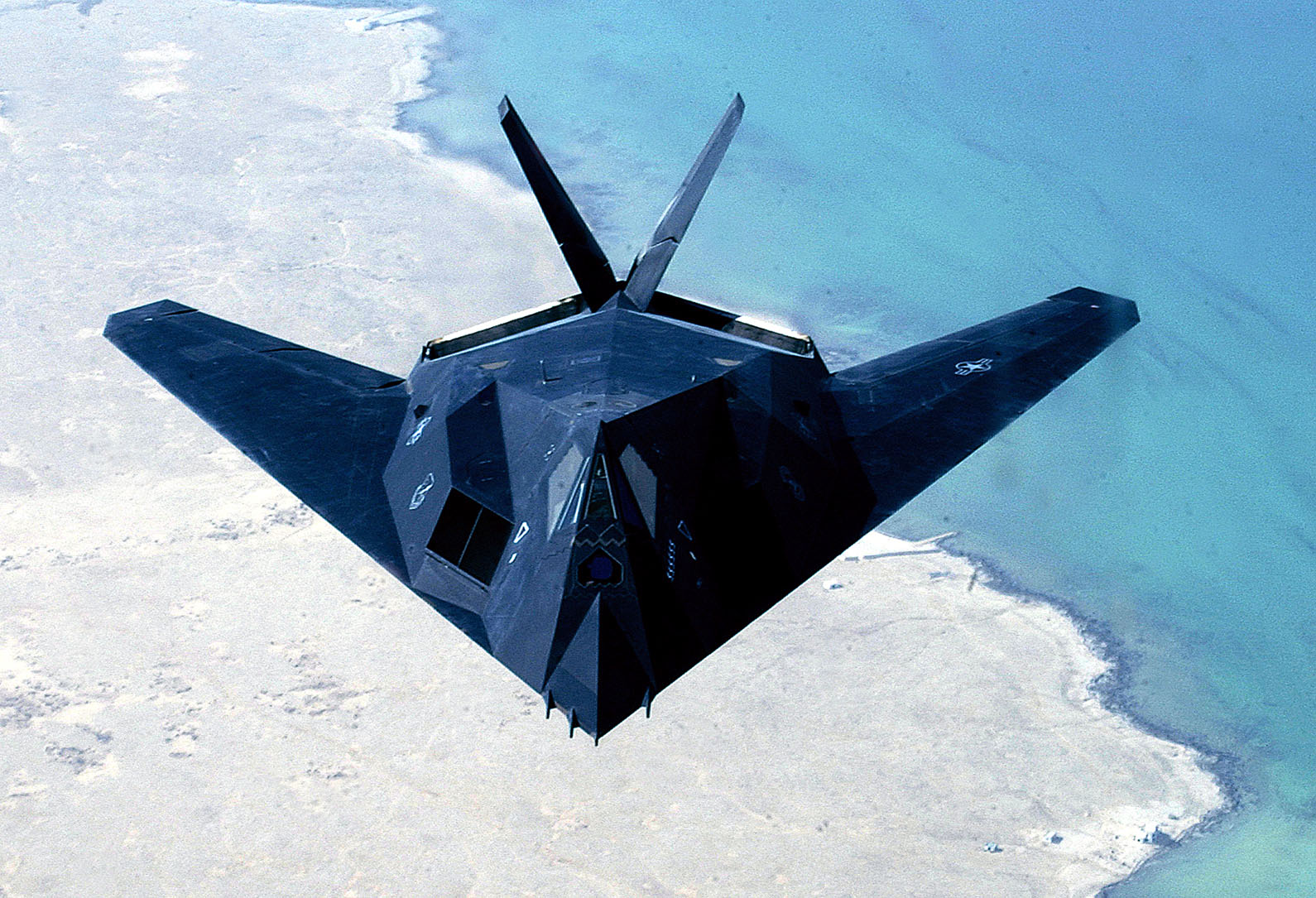
F117的飛行

1976年，臭鼬工廠開始在伯班克的82號大樓為美國空軍所要求的隱形技術進行研發。這些規模縮小的試驗品僅用了18個月就建成，是航空技術的革命性進步。經過1977年開始的一系列成功試飛後，空軍於1978年11月1日向臭鼬工廠頒布了建造F-117隱形戰鬥機的契約。

### 21世紀
許多美國的試驗機都在此處研發(詳見X飛機)，這些都是美軍的最高機密。值得一提的是，除了F-35有量產以外，剩下的幾乎都只生產零星幾架。RQ-170偵查機有20-30架在服役。

## 計畫

### 飛機
- P-38閃電式戰鬥機
- P-80流星戰鬥機
- XF-90
- F-104星式戰鬥機
- U-2偵察機
- X-26
- YO-3
- A-12偵察機
- SR-71黑鳥式偵察機
- D-21
- F-117 夜鷹
- F-22 猛禽
- X-35
- F-35 Lightning II
- X-27
- Lockheed Martin Polecat
- 靜音超音速飛行器
- 沙漠之鷹無人機
- RQ-170偵查機
- X-55
- SR-72偵察機